# Мартиус, Гедвиг
Гедвиг Конрад-Мартиус (Берлин, 27 февраля 1888 г. — Штарнберг, 15 февраля 1966 г.) — немецкий феноменолог, ставшая христианским мистиком.

## Жизнь и творчество
Изначально она задумывалась о литературной карьере, но позже увлеклась философией. Это началось в Мюнхенском университете Людвига-Максимилиана . Также она училась в Геттингене. В 1912 году в честь празднования своего основания Геттингенский университет вручил приз лучшему оригинальному произведению на философскую тему. Имена всех участников были запечатаны, вскрыты только после объявления победителя. Из примерно 200 философских работ только ее работа под названием «Интуитивно-теоретические принципы позитивизма» была удостоена премии. Позже она стала известна своей работой над онтологией реальности.
Она также вышла замуж за Теодора Конрада, который помогал ей обеспечивать себя, поскольку в то время женщины-ученые, как правило, изо всех сил пытались заработать на жизнь. Поскольку у нее был один дедушка и бабушка-еврей, ее работа была остановлена ростом нацизма. В какой-то момент она стала религиозно активной протестанткой.

## Связь с Эдит Штайн
Интерес Эдит Штайн к католицизму проявился во время посещения дома Мартиус. Хотя Мартиус была протестанткой, она получила разрешение, чтобы стать крестной матерью Эдит Штайн.

## Труды
- Die erkenntnistheoretischen Grundlagen des Positivismus, Bergzabern 1920
- Metaphysische Gespräche, Halle 1921
- Realontologie, in: Jahrbuch für Philosophie und phänomenologische Forschung, 6 (1923), 159—333
- Zur Ontologie und Erscheinungslehre der realen Außenwelt. Verbunden mit einer Kritik positivistischer Theorien, in: Jahrbuch für Philosophie und phänomenologische Forschung 3 (1916)
- Die «Seele» der Pflanze. Biologisch-ontologische Betrachtungen, Breslau 1934
- Abstammungslehre, München 1949 (Ursprünglich unter dem Titel «Ursprung und Aufbau des lebendigen Kosmos» erschienen, Kosmos 1938)
- Der Selbstaufbau der Natur, Entelechien und Energien, Hamburg 1944
- Bios und Psyche, Hamburg 1949
- Die Zeit, München 1954
- Utopien der Menschenzüchtung. Der Sozialdarwinismus und seine Folgen, München 1955
- Das Sein, München 1957
- Der Raum, München 1958
- Étude sur la Métaphore, Paris 1958
- Die Geistseele des Menschen, München 1960
- Schriften zur Philosophie I—III, im Einverständnis mit der Verfasserin herausgeben von Eberhard Avé-Lallemant, München 1963—1965